# 합성수

퀴즈네어 막대로 합성수 10의 약수들을 시연

합성수는 직사각형으로 배열할 수 있지만 소수는 그렇지 않다.

합성수(合成數, composite number)는 두 개의 더 작은 양의 정수를 곱하여 만들 수 있는 양의 정수이다. 따라서 1과 자기 자신 외에 적어도 하나의 약수를 가지는 양의 정수이다. 모든 양의 정수는 합성수, 소수, 또는 단위 1이므로, 합성수는 소수도 아니고 단위도 아닌 수이다. 예를 들어, 정수 14는 두 개의 더 작은 정수 2 × 7의 곱이므로 합성수이지만, 정수 2와 3은 각각 1과 자기 자신으로만 나눌 수 있기 때문에 합성수가 아니다.

## 합성수의 예
모든 합성수는 소수들만의 곱으로 나타낼 수 있으며, 이것을 ‘소인수분해’라고 한다. 그리고 같은 소인수가 여러번 곱해졌을 경우에는 곱해진 해당 지수만큼의 숫자를 쓰면 된다. 그리고 각 소인수가 곱해진 지수에 모두 1을 더한 숫자를 모두 곱하면 합성수의 약수를 구할 수 있다. 예를 들어, 6은 {\displaystyle 2\times 3}으로 소인수분해가 되기 때문에 6은 합성수가 된다. 합성수는 무수히 많이 있으며, 가장 작은 합성수는 4다.
마찬가지로 n과 d가 서로 약수와 배수의 관계이고, n÷d의 결과가 d와 서로소인 경우는 유니타리 약수라고 하며 개수는 소인수의 개수에 따라 2의 소인수의 개수 제곱이다. 그러므로 유니타리 약수가 2의 n제곱개인 자연수는 소인수가 n개 있으면 되고, 유니타리 약수가 2의 n제곱개인 최소의 자연수는 가장 작은 소수부터 차례대로 곱한 값이다. 또한 합성수를 소인수분해한 결과의 소인수가 곱해진 지수가 모두 1이라면 자연수 n의 약수는 모두 유니타리 약수다. 예를 들어 30의 경우 소인수 분해 형식이 2×3×5로, 각 소인수가 모두 한 번씩 곱해지므로 30의 약수 1, 2, 3, 5, 6, 10, 15, 30는 모두 30의 유니타리 약수다. 서로 곱해진 소인수의 지수가 중복되어 곱해지지 않아서 서로소가 가능하기 때문이다.
합성수의 예는 다음과 같다.
4, 6, 8, 9, 10, 12, 14, 15, 16, 18, 20, 21, 22, 24, 25, 26, 27, 28, 30, 32, 33, 34, 35, 36, 38, 39, 40, 42, 44, 45, 46, 48, 49, 50, 51, 52, 54, 55, 56, 57, 58, 60, 62, 63, 64, 65, 66, 68, 69, 70, 72, 74, 75, 76, 77, 78, 80, 81, 82, 84, 85, 86, 87, 88, 90, 91, 92, 93, 94, 95, 96, 98, 99, 100, 102, 104, 105, 106, 108, 110, 111, 112, 114, 115, 116, 117, 118, 119, 120, 121, 122, 123, 124, 125, 126, 128, 129, 130, 132, 133, 134, 135, 136, 138, 140, 141, 142, 143, 144, 145, 146, 147, 148, 150. (OEIS의 수열 A002808)
모든 합성수는 두 개 이상의 (반드시 서로 다르지 않은) 소수의 곱으로 쓸 수 있다. 예를 들어, 합성수 299는 13 × 23으로 쓸 수 있고, 합성수 360은 23 × 32 × 5로 쓸 수 있다. 더욱이, 이 표현은 인수의 순서를 제외하고는 유일하다. 이 사실을 산술의 기본 정리라고 한다.
어떤 수가 소수인지 합성수인지 결정하는 여러 가지 소수판별법이 알려져 있는데, 이는 반드시 합성수의 인수분해를 밝히지는 않는다.

## 관련 성질
- 제곱 인수가 없는 합성수 (composite squarefree number) (OEIS의 수열 A120944)

200보다 작은 합성수 중 소인수에 거듭제곱이 없는 수는 다음과 같다.
6, 10, 14, 15, 21, 22, 26, 30, 33, 34, 35, 38, 39, 42, 46, 51, 55, 57, 58, 62, 65, 66, 69, 70, 74, 77, 78, 82, 85, 86, 87, 91, 93, 94, 95, 102, 105, 106, 110, 111, 114, 115, 118, 119, 122, 123, 129, 130, 133, 134, 138, 141, 142, 143, 145, 146, 154, 155, 158, 159, 161, 165, 166, 170, 174, 177, 178, 182, 183, 185, 186, 187, 190, 194, 195, …

## 끈 이론
끈 이론에서는 라그랑지언을 계산할 때 나오는 특별한 수들로 합성수를 사용한다.
대표적으로 2의 거듭제곱인 2, 4, 8, 16, 32, 64, 128, 256, 512를 주로 사용한다. 이것은 끈 이론에서 유니터리를 설명해 10차원을 유도하는데 사용된다.

## 유형
합성수를 분류하는 한 가지 방법은 소인수의 개수를 세는 것이다. 두 개의 소인수를 가지는 합성수는 반소수 또는 2-거의 소수이다 (인수는 반드시 서로 다르지 않아도 되므로 소수의 제곱도 포함된다). 세 개의 서로 다른 소인수를 가지는 합성수는 쐐기수이다. 일부 응용에서는 서로 다른 소인수의 개수가 홀수인 합성수와 짝수인 합성수를 구별할 필요가 있다. 후자의 경우
{\displaystyle \mu (n)=(-1)^{2x}=1}
(여기서 μ는 뫼비우스 함수이고 x는 전체 소인수의 절반이다), 전자의 경우
{\displaystyle \mu (n)=(-1)^{2x+1}=-1.}
그러나 소수의 경우에도 이 함수는 −1을 반환하며 {\displaystyle \mu (1)=1}이다. 하나 이상의 반복되는 소인수를 가지는 수 n의 경우,
{\displaystyle \mu (n)=0}.
어떤 수의 모든 소인수가 반복되면 그 수는 강력수라고 불린다 (모든 거듭제곱수는 강력수이다). 소인수 중 반복되는 것이 없으면 제곱 인수가 없는 수라고 불린다. (모든 소수와 1은 제곱 인수가 없는 수이다.)
예를 들어, 72 = 23 × 32이며, 모든 소인수가 반복되므로 72는 강력수이다. 42 = 2 × 3 × 7이며, 소인수가 반복되지 않으므로 42는 제곱 인수가 없는 수이다.
합성수를 분류하는 또 다른 방법은 약수의 개수를 세는 것이다. 모든 합성수는 적어도 세 개의 약수를 가진다. 소수의 제곱의 경우, 그 약수들은 {\displaystyle \{1,p,p^{2}\}}이다. 어떤 수 n이 n보다 작은 어떤 x보다 더 많은 약수를 가지면 고도 합성수이다 (하지만 그러한 첫 두 수는 1과 2이다).
합성수는 "직사각형 수"라고도 불리지만, 이 이름은 두 연속된 정수의 곱인 프론닉 수를 지칭할 수도 있다.
합성수를 분류하는 또 다른 방법은 모든 소인수가 어떤 고정된 (소수) 수보다 모두 작거나 모두 큰지를 판별하는 것이다. 그러한 수들은 각각 부드러운 수와 거친 수라고 불린다.

## 같이 보기
- 소인수분해
- 에라토스테네스의 체

## 참고 문헌
- Fraleigh, John B. (1976), 《A First Course In Abstract Algebra》 2판, Reading: Addison-Wesley, ISBN 0-201-01984-1
- Herstein, I. N. (1964), 《Topics In Algebra》, Waltham: Blaisdell Publishing Company, ISBN 978-1114541016
- Long, Calvin T. (1972), 《Elementary Introduction to Number Theory》 2판, Lexington: D. C. Heath and Company, LCCN 77-171950
- McCoy, Neal H. (1968), 《Introduction To Modern Algebra, Revised Edition》, Boston: Allyn and Bacon, LCCN 68-15225
- Pettofrezzo, Anthony J.; Byrkit, Donald R. (1970), 《Elements of Number Theory》, Englewood Cliffs: Prentice Hall, LCCN 77-81766